# Nuevos Mutantes
Los Nuevos Mutantes (New Mutants en inglés) es el título de tres series de cómics estadounidenses, protagonizadas por equipos de superhéroes del mismo nombre. Las tres series forman parte de la exitosa franquicia de mutantes de Marvel, siendo sus protagonistas un grupo de superhéroes mutantes adolescentes.
Los primeros Nuevos Mutantes eran los estudiantes más jóvenes de la escuela de Charles Xavier, siendo sus profesores los X-Men. Fueron creados por Chris Claremont y Bob McLeod, apareciendo por primera vez en Marvel Graphic Novel # 4 (1982), que sería continuada por el primer volumen de The New Mutants entre 1983 y 1991, cuando Rob Liefeld los reconvirtió en Fuerza-X. Al igual que su título padre, se trataba de una serie coral, basada en las relaciones interpersonales y los conflictos internos tanto como en la acción y la aventura. A diferencia de sus mentores, eran muy inexpertos, y habitualmente se les prohibía utilizar sus poderes en público; aunque esta prohibición fuera violada con frecuencia.
El segundo volumen de la serie (2003), estaba protagonizada por otro grupo de mutantes adolescentes, cuyos tutores eran algunos de los miembros del antiguo grupo. A diferencia de los originales, eran solo una parte de los muchos estudiantes del Instituto Xavier. A pesar de que su principal motivación era convertirse en superhéroes, buena parte de las historias trataban de sus enfrentamientos con grupos rivales de estudiantes del mismo instituto. En 2004, la serie fue relanzada como "New X-Men: Academy X", momento a partir del cual el grupo protagonista pasó a denominarse Los Nuevos Mutantes.
Una tercera serie fue lanzada en 2017, teniendo como protagonistas nuevamente, a los integrantes originales.
Una película con los Nuevos Mutantes fue anunciada en mayo de 2015.

## Biografía ficticia

### Primer Equipo
El Profesor Charles Xavier, tenía la idea de volver a habilitar su Escuela Xavier para jóvenes superdotados con una nueva generación de estudiantes, pues los X-Men ya eran adultos. Cuando los X-Men se perdieron en el espacio combatiendo la amenaza de los alienígenas Brood, Xavier decidió reclutar a un nuevo grupo de jóvenes alumnos. Sus primeras reclutas fueron la joven vietnamita Xi'an Coy Mahn, alias Karma, que fue recomendada por Reed Richards de los Cuatro Fantásticos, y Rahne Sinclair, alias Wolfsbane (Loba Venenosa), hija adoptiva de la Dra. Moira MacTaggert. Xavier y estas dos jóvenes, partieron a rescatar a la joven Danielle Moonstar, nieta de Águila Negra, un jefe de la tribu cheyenne, que había sido secuestrada por Donald Pierce, el Alfil Blanco del Club Fuego Infernal. Xavier derrotó a Pierce con ayuda de las jóvenes, y de paso rescataron a dos jóvenes prisioneros de Pierce: Sam Guthrie, alias Bala de Cañón, un granjero de Kentucky, y Roberto DaCosta, alias Sunspot (Mancha Solar), hijo de un millonario brasileño.
El equipo se instaló en la Mansión X, donde se convertirían en un equipo de refuerzo para los X-Men. Con el paso del tiempo, otros integrantes se sumarían al equipo, tales como Amara Aquilla, alias Magma, una princesa amazónica, Doug Ramsey, alias Cypher (Cifra), un joven "traductor", Illyana Rasputin, alias Magik, la joven gobernante del Limbo, y el alienígena Warlock. Los principales enemígos del equipo en ese tiempo fueron los Hellions (Infernales), alumnos de Emma Frost, en ese entonces, la Reina Blanca del Club Fuego Infernal.
Cuando el Profesor X tuvo que ausentarse indefinidamente en el espacio, el equipo pasó a la tutela de Magneto, en aquel entonces reivindicado. Poco después, el equipo sufriría su primera pérdida con la muerte de Cypher. otros integrantes se unieron temporalmente al grupo, tales como Bird Brain (Cabeza de Chorlito) y Gosamyr.
El equipo también se asociaría con los X-Terminators, una especie de versión juvenil de entrenamiento del equipo gubernamental X-Factor. Los X-Terminators Rictor, Boom-Boom, Rusty Collins y Skids (Desliza) se unieron al grupo.
Conforme el tiempo transcurrió, muchos de los Nuevos Mutantes siguieron su propio camino. La ausencia de Magneto volvió a dejar al equipo sin un mentor. Es entonces cuando aparece Cable, el guerrero venido del futuro. El equipo aceptó a Cable como su líder. Cable vio al grupo como materia en bruto que el podría moldear a su antojo, y comenzó a convertirlos en una fuerza paramilitar, alejándolos de los X-Men lentamente. Los únicos Nuevos Mutantes que permanecían eran Bala de Cañón y Boom-Boom. La llegada del nativo americano Warpath (Sendero de Guerra), el guerrero extradimensional Shatterstar (Estrella Rota) y la morlock Feral (Feroz), motivo que Cable y su asistente, Dominó (en realidad una impostora llamada Copycat), transformaran al grupo en Fuerza-X.

### Segundo equipo
Muchos años después de la desaparición del equipo original, las antiguas integrantes del equipo, Karma, Moonstar y Wolfsbane son invitadas por el Profesor X a convertirse en las profesoras de una nueva generación de alumnos de la escuela. Más tarde, el cuerpo estudiantil se divide en escuadrones, y Danielle Moonstar es elegida para dirigir el escuadrón de los llamados "Nuevos Mutantes". Este escuadrón está integrado por Josh Foley, alias Elixir, un joven con poderes sanadores, rescatado del control de los Reavers (Cosechadores), Jay Guthrie, alias Icarus (Ícaro) (previamente del grupo Hellions), hermano menor de Bala de cañón, David Alleyne, alias Prodigy (Prodigio), el líder de campo, Noriko Ashida, alias Surge (Tensión), una joven japonesa, Laurie Collins, alias Wallflower (Alhelí), la venezolana Sofía Mantega, alias Wind Dancer (Danza del Viento) y el introvertido Wither (Ruina), que más tarde se uniría a los Hellions. Curiosamente, sus principales rivales, fueron otro escuadrón del instituto: los Hellions, que curiosamente, también eran comandados por Emma Frost, en obvia alusión al equipo original. Por desgracia, tras el "Día M", muchos mutantes perdieron sus poderes, y solo quedaron 27 de los 128 estudiantes del Instituto. Esto motivó que los Nuevos Mutantes resurgieran como "Nuevos X-Men".

### Tercer equipo
Este nuevo equipo, es en realidad una reunión del equipo original, y surgió a raíz de los eventos de la saga "X-Infernus". Se reunió todo el equipo original, excepto Wolfsbane. Inicialmente, comenzaron como un escuadrón de detectives de San Francisco. El equipo se ha reencontrado con muchos de los miembros "perdidos" o "fallecídos" del grupo, como Magik, Cypher y Warlock. También ha contado con dos integrantes "nuevos" como Nate Grey y Dust (Arena).

## Otras versiones

### Rahne de Terra
En la historia de fantasía de Rahne de Terra, aparece una versión de los Nuevos Mutantes, integrada por Bala de Cañón, Cypher, Boom-Boom, Rictor, Sunspot, Cable y Wolfsbane como la Princesa Rain.

### New Mutants: Truth or Death
Esta miniserie, nos hablo de una historia imaginaria que muestra un encuentro entre los Nuevos Mutantes y Fuerza-X.

### Ultimate Nuevos Mutantes
Havok (Kaos), Polaris, Bala de Cañón, Cypher, Northstar (Estrella del Norte), Sunspot y Shinobi Shaw, conforman la llamada "Academia del Mañana", dirigida por Emma Frost.

## En otros medios

### Televisión
- La serie de animación X-Men: Evolution (2000-2003) presentó a un grupo llamado los Nuevos Reclutas que, al igual que sus homólogos del cómic, era un equipo joven que vivía en el Instituto Xavier junto con los X-Men. El equipo contó con Boom-Boom, Bala de Cañón, Magma, Sunspot y Wolfsbane. También se encontraban otros miembros, como Berzerker, el Hombre de Hielo, Júbilo y Hombre Múltiple aunque ellos no eran parte de los Nuevos Mutantes en la serie de cómics, pero aparecieron en otros cómics de X-Men. Mirage también apareció antes del penúltimo capítulo de la serie donde se unió al equipo en un sueño que proyectó en la cabeza de Shadowcat mientras esta se encontraba inconsciente.

- Nuevos Mutantes es el nombre dado a la "carrera" de los mutantes en el programa de televisión Mutant X.

### Cine
- La película de acción en vivo X-Men: días del futuro pasado (2014) presentó a varios de los personajes de Nuevos Mutantes en papeles secundarios, como Clarice Ferguson / Blink, James Proudstar / Warpath y Robert da Costa / Sunspot interpretados por Fan Bingbing, Booboo Stewart y Adan Canto, respectivamente.[13][14][15][16][17]
- En mayo de 2015, 20th Century Fox anunció que Josh Boone dirigirá una adaptación cinematográfica de Los Nuevos Mutantes. Lauren Shuler Donner y Simon Kinberg producirán la película, mientras que Boone y Knate Gwaltney están escribiendo el guion. Boone y Gwaltney inicialmente lanzaron la película a Kinberg y Fox haciendo un cómic que describe una trilogía de películas de Nuevo Mutante utilizando paneles de los números originales.[18] En octubre de 2015,[1][19] Boone tuiteó que el primer borrador del guion está completo.[20] Kinberg ha declarado que la película será una película de estilo para jóvenes adultos.[21] El 31 de marzo de 2016, HitFix informa que se rumoreaba que Maisie Williams y Anya Taylor-Joy fueron elegidas como Wolfsbane y Magik.[22] Boone anunció en su cuenta de Instagram que el segundo borrador de la película está terminado.[23] Boone publicó una foto en su página de Instagram que muestra que aquellos que aparecerán incluirán a Magik,[24] Wolfsbane,[25] Mirage,[26] Cannonball,[27] Sunspot,[28] y Warlock.[29][30] Kinberg le dijo a Collider en una entrevista que el Profesor X aparecerá y que la filmación podría comenzar a principios de 2017 y le dijo a That Hashtag Show que la película es muy leal a los cómics.[31][32] El 25 de agosto de 2016, The Hollywood Reporter informó que Boone volverá a formar un equipo con sus escritores de The Fault In Our Stars, Scott Neustadter y Michael H. Weber, para escribir el guion.[33] El 9 de noviembre de 2016, Kinberg anunció a The Hollywood Reporter que la filmación comenzaría en la primavera de 2017.[34] Casi al final del mes, Coming Soon.net informa que Oso Demonio sería el principal antagonista en la película, el sitio también revela que 20th Century Fox está apuntando a una fecha de lanzamiento de la primavera de 2018, el tono de la película se describe como un "Stephen King conoce la película de terror estilo John Hughes" y que Nat Wolff está siendo ojo por el papel de Cannonball.[35] En diciembre de 2016, se anunció que la película comenzaría su producción en mayo de 2017.[36] Ese mismo mes, Boone dijo a Creative Screenwriting que la película inspiró su guion de Chris Claremont con Oso Demonio.[37] En enero de 2017, Taylor-Joy confirmó en una entrevista con Superhero Hype que James McAvoy volverá a interpretar su papel como Charles Xavier / Profesor X en la película.[38] En mayo de 2017, Anya Taylor-Joy y Maisie Williams fueron elegidas oficialmente para interpretar a Magik y Wolfsbane respectivamente. Más tarde ese mes, Charlie Heaton y Henry Zaga fueron elegidos para jugar Cannonball y Sunspot. El 2 de junio de 2017, Blu Hunt fue lanzado como Mirage.[39][40][41] El lanzamiento de la película está programado para el 8 de agosto de 2020.